# Petr Jèkov
Petr Jèkov (búlgar: Петър Петров Жеков)  (Knizhovnik, 10 d'octubre de 1944 - Sofia, 18 de febrer de 2023), de nom complet Petr Petrov Jèkov, fou un futbolista búlgar.
Jèkov començà la seva trajectòria al FK Dimitrovgrad. Posteriorment, jugà al Beroe Stara Zagora, on fou dos cops màxim golejador de la primera divisió búlgara. Entre 1968 i 1975 jugà al CSKA Sofia, club on marcà 144 gols, essent un dels màxims golejadors de la història del club. Fou el màxim golejador europeu, Bota d'Or l'any 1969 i dos cops més Bota de Bronze.
Amb la selecció de Bulgària guanyà la medalla d'argent als Jocs Olímpics de 1968 i participà en els Mundials de 1966 i 1970.
Va morir el 18 de febrer del 2023, a 78 anys.

## Palmarès
- Lliga búlgara: 6
  - 1968–69, 1970–71, 1971–72, 1972–73, 1974–75
- Copa búlgara: 4
  - 1969, 1972, 1973, 1974

### Individual
- Bota d'Or: 1969
- Màxim golejador de la lliga búlgara :
  - 1967, 1968, 1969, 1970, 1972, 1973